# Рязановская (Виноградовский район)
Ряза́новская — деревня в Виноградовском районе Архангельской области. До образования Виноградовского муниципального округа, входила в состав Заостровского сельского поселения с 2004 по 2021 год.

## Этимология
Название, возможно, связано с крестьянами, переселившимися сюда, после разорения Старой Рязани сначала владимирским князем Всеволодом III Большое Гнездо в 1208 году, а затем — татаро-монголами в 1237 году.

## География
Деревня находится в центральной части Архангельской области, на расстоянии примерно 59 км (по прямой) к юго-востоку от посёлка Березник, административного центра района.

### Часовой пояс
Деревня Рязановская, как и вся Архангельская область находится в часовой зоне МСК (московское время). Смещение применяемого времени относительно UTC составляет +3:00.

## Население
| 2002 | 2010 | 2012 |
| ---- | ---- | ---- |
| 33   | ↘28  | ↘21  |

### Национальный состав
Согласно результатам переписи 2002 года, в национальной структуре населения русские составляли 97 % из 31 чел..